# Setge del castell Oshi

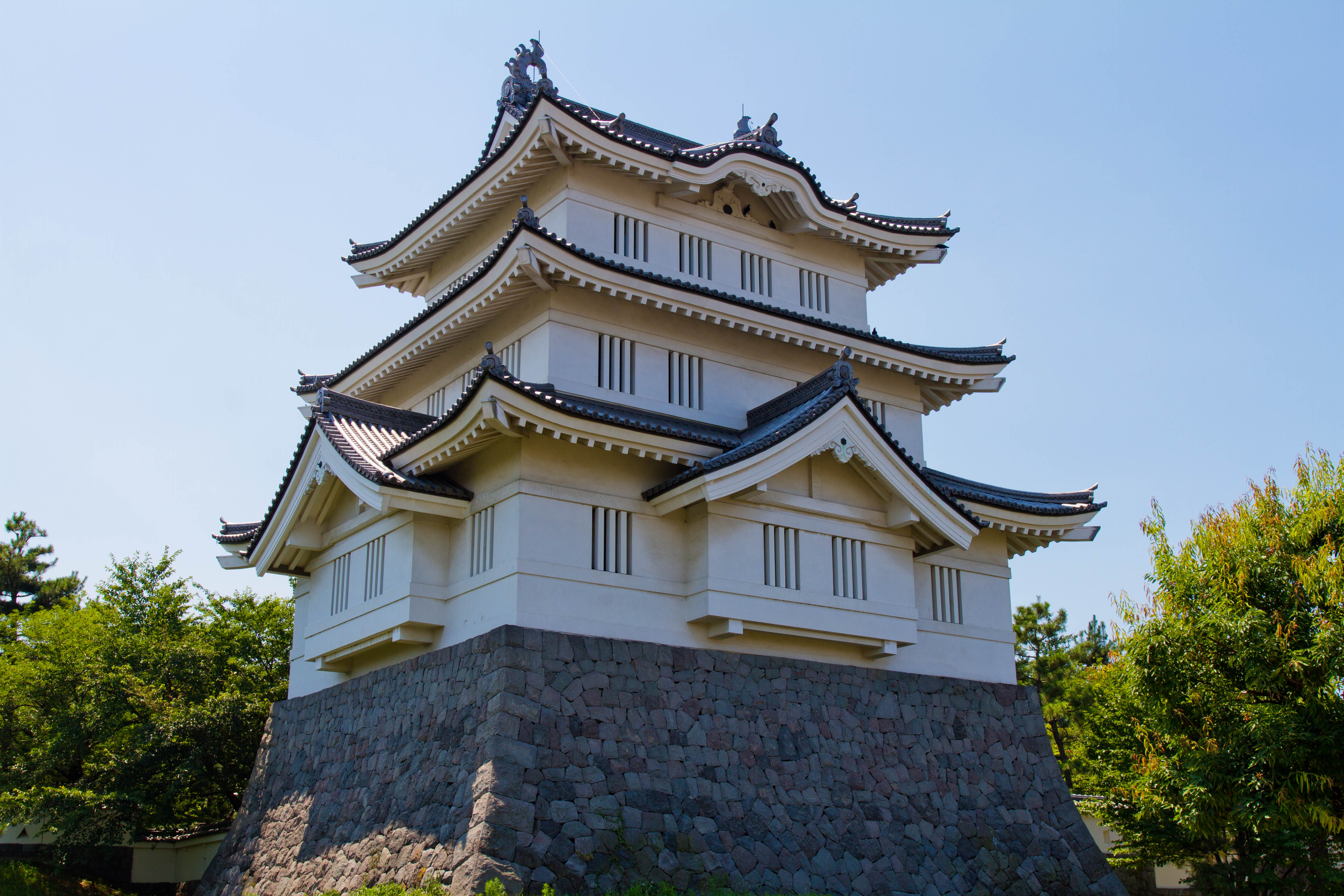
El Castell Oshi

El setge el castell Oshi (忍城の戦い, Oshi-jō no tatakai), de l'any 1590, fou una de les nombroses batalles que tingueren lloc durant les campanyes de Toyotomi Hideyoshi contra el Clan Hōjō tardà durant el període Sengoku de la història del Japó.

## Rerefons
El castell Oshi fou una fortalesa del clan Narita a la nord-central província de Musashi. Els Narita eren vassalls originals del clan Uesugi i es trobaven sota el lideratge de Narita Akiyasu, que completà el castell sobre l'any 1479
El castell fou construït sobre una petita elevació propera al riu Tone i es feren servir els pantans i aguamolls propers com a part de les seves defenses exteriors. Fou considerat com una de les set fortaleses més importants de la regió de Kantō.
El clan Narita canvià la seva fidelitat cap al  clan Hōjō d'Odawara amb la intenció de vèncer al clan Uesugi al Setge del castell Kawagoe en 1546. Catorze anys abans, Uesugi Kenshin, el daimyō del clan Uesugi envaí la regió en benefici de Uesugi Norimasa (l'ajudant del shōgun o Kanto kanrei). Això forçà a Narita Nagayasu, el guardià del castell Oshi, a tallar els seus vincles amb Odawara Hōjō. Tanmateix, després d'una disputa amb Uesugi Kenshin, l'enrabiat Narita el retornà al clan Odawara Hōjō. En represalia, Uesugi Kenshin incendià la ciutat que envoltava el castell en 1574.

## Setge
Durant el setge d'Odawara en 1590, el daimyō Toyotomi Hideyoshi envià un dels seus antics vassalls, Ishida Mitsunari, amb la missió de reduir els castells perifèrics que es mantenien lleials al clan Odawara Hōjō per tota la província de Musashi. Tres dies després de capturar el castell Tatebayashi, 23.000 soldats liderats per Ishida arribaren a Oshi. Un cop allà van descobrir que el líder del clan Narita, Narita Ujinaga, es trobava al castell Odawara amb la majoria de les seves forces. Tan sols havia deixat 619 samurais i 2000 soldats de lleva locals dirigits per la seva filla Kaihime i el seu germà menor Narita Ujichika.
Després que el castell refusés rendir-se, patí nombrosos atacs de les forces d'Ishida. Entre ells hi hagué un intent d'inundar la plaça i a aquells que la defensaven fent servir el mateix mètode que Hideyoshi havia usat en el seu famós setge de Takamatsu. Tot i així, malgrat la impressionant construcció 28 quilòmetres de dics que feu aixecar Ishida i les pluges torrencials, el castell, sota el comandament de Kaihime, encara va mantenir durant més d'un mes.
De fet, els defensors només rendiren el castell després de saber que el seu senyor havia estat vençut a Odawara.

## Llegat
El castell Oshi es guanyà la fama del «castell flotant».
Però també va arruïnar la carrera d'Ishida, la reputació del qual quedà totalment ensorrada. Més tard això afectaria la seva capacitat per obtenir la lleialtat i el suport de l'altres daimyos poderosos després de la mort de Toyotomi Hideyoshi. Aquesta falta de suport va contribuir finalment a la seva derrota a la batalla de Sekigahara del 1600.

## En la cultura popular
- El castell flotant (2012) de Shinji Higuchi i Isshin Inudo és una pel·lícula que combina comèdia i drama que relata els esdeveniments del setge d'Oshi.[2]

## Vegeu a més
- Kaihime